# Grand Prix de triathlon 2023
Navigation
Grand Prix de triathlon 2022 Triathlon Séries 2024
Le Grand Prix de triathlon 2023 est composée de cinq courses organisées par la Fédération française de triathlon (FFTRI). Chaque course est disputée au format « sprint » soit 750 m de natation, 20 km de cyclisme et 5 km de course à pied. 
Le Grand Prix de triathlon 2023 se déroule du 13 mai au 9 septembre 2023.

## Calendrier
| Étapes   | Date             | Villes              |
| -------- | ---------------- | ------------------- |
| 1° étape | 13 mai 2023      | Fréjus              |
| 2° étape | 17 juin 2023     | Bordeaux            |
| 3° étape | 1er juillet 2023 | Metz                |
| 4° étape | 2 septembre 2023 | Quiberon            |
| 5° étape | 9 septembre 2023 | Saint-Jean-de-Monts |

## Équipes engagées
Les clubs peuvent présenter des équipes masculines ou féminines selon leurs effectifs.

### Hommes
- Poissy Triathlon
- Triathlon Club Liévin
- Les Sables Vendée Triathlon
- St-Jean-de-Monts-Vendée Triathlon
- Metz Triathlon
- Triathl'Aix
- Triathlon Toulouse Métropole
- Montluçon Triathlon
- Montpellier Triathlon
- Valence Triathlon
- Mont-Saint-Aignan Triathlon
- Sainte Geneviève Triathlon
- Evreux AC Triathlon
- Vitrolles Triathlon
- Tri Val de Gray
- La Rochelle Triathlon
- Mach 3 Vienne-Condrieu Agglomération

### Femmes
- Poissy Triathlon
- Issy Triathlon
- Triathlon Club Liévin
- Tri Val de Gray
- Stade Poitevin Triathlon
- Brive Limousin Triathlon
- Vals du Dauphiné Olympic
- Les Tritons Meldois
- Metz Triathlon
- T.C.G. 79 Parthenay
- Valence Triathlon
- Saint Avertin Sports Triathlon 37
- Groupe Triathlon Vesoul Haute-Saône
- Triathlon Toulouse Métropole
- Les Sables Vendée Triathlon
- Lys Calais Triathlon

## Résultats[1],[2]

### Fréjus
| Position           | Hommes                            | Femmes                |
| ------------------ | --------------------------------- | --------------------- |
| Médaille d'or      | St-Jean-de-Monts-Vendée Triathlon | Poissy Triathlon      |
| Médaille d'argent  | Les Sables Vendée Triathlon       | Issy Triathlon        |
| Médaille de bronze | Montluçon Triathlon               | Triathlon Club Liévin |

### Bordeaux
| Position           | Hommes                            | Femmes                   |
| ------------------ | --------------------------------- | ------------------------ |
| Médaille d'or      | St-Jean-de-Monts-Vendée Triathlon | Vals du Dauphiné Olympic |
| Médaille d'argent  | Poissy Triathlon Metz Triathlon   | Poissy Triathlon         |
| Médaille de bronze | Triathlon Club Liévin             | Issy Triathlon           |

### Metz
| Position           | Hommes                | Femmes                      |
| ------------------ | --------------------- | --------------------------- |
| Médaille d'or      | Poissy Triathlon      | Les Sables Vendée Triathlon |
| Médaille d'argent  | Triathlon Club Liévin | Poissy Triathlon            |
| Médaille de bronze | Valence Triathlon     | Valence Triathlon           |

### Quiberon
| Position           | Hommes                            | Femmes                      |
| ------------------ | --------------------------------- | --------------------------- |
| Médaille d'or      | St-Jean-de-Monts-Vendée Triathlon | Poissy Triathlon            |
| Médaille d'argent  | Valence Triathlon                 | Triathlon Club Liévin       |
| Médaille de bronze | Triathlon Club Liévin             | Les Sables Vendée Triathlon |

### Saint-Jean-de-Monts
| Position           | Hommes                            | Femmes                      |
| ------------------ | --------------------------------- | --------------------------- |
| Médaille d'or      | Poissy Triathlon                  | Les Sables Vendée Triathlon |
| Médaille d'argent  | Triathlon Club Liévin             | Triathlon Club Liévin       |
| Médaille de bronze | St-Jean-de-Monts-Vendée Triathlon | Tri Val de Gray             |

## Classement général final
| Position | Hommes                               | Hommes | Femmes                              | Femmes |
| Position | Équipes                              | Points | Équipes                             | Points |
| -------- | ------------------------------------ | ------ | ----------------------------------- | ------ |
|          | St-Jean-de-Monts-Vendée Triathlon    | 102,5  | Poissy Triathlon                    | 98,5   |
|          | Poissy Triathlon                     | 98,5   | Les Sables Vendée Triathlon         | 93,5   |
|          | Triathlon Club Liévin                | 92,5   | Triathlon Club Liévin               | 81,5   |
| 4e       | Les Sables Vendée Triathlon          | 79     | Issy Triathlon                      | 77,5   |
| 5e       | Metz Triathlon                       | 77,5   | Tri Val de Gray                     | 70,5   |
| 6e       | Valence Triathlon                    | 73     | Metz Triathlon                      | 58     |
| 7e       | Mach 3 Vienne-Condrieu Agglomération | 60,5   | Vals du Dauphiné Olympic            | 55     |
| 8e       | Triathlon Toulouse Métropole         | 54,5   | Valence Triathlon                   | 52,5   |
| 9e       | Triathl'Aix                          | 54     | Triathlon Toulouse Métropole        | 51,5   |
| 10e      | Sainte Geneviève Triathlon           | 48     | Groupe Triathlon Vesoul Haute-Saône | 49     |
| 11e      | Mont-Saint-Aignan Triathlon          | 43     | Brive Limousin Triathlon            | 48,5   |
| 12e      | Evreux AC Triathlon                  | 41,5   | Les Tritons Meldois                 | 43     |
| 13e      | Tri Val de Gray                      | 38,5   | Stade Poitevin Triathlon            | 38,5   |
| 14e      | Vitrolles Triathlon                  | 35,5   | T.C.G. 79 Parthenay                 | 38     |
| 15e      | Montluçon Triathlon                  | 34,5   | Lys Calais Triathlon                | 19,5   |
| 16e      | La Rochelle Triathlon                | 23     | Saint Avertin Sports Triathlon 37   | 15     |
| 17e      | Montpellier Triathlon                | 12     |                                     |        |

## Résultats individuels
| Hommes                                               | Fréjus | Bordeaux | Metz | Quiberon | Saint-Jean-de-Monts |
| ---------------------------------------------------- | ------ | -------- | ---- | -------- | ------------------- |
| Mario Mola (St-Jean-de-Monts-Vendée Triathlon)       | 1er    |          |      |          |                     |
| Pierre Le Corre (Les Sables Vendée Triathlon)        | 2e     |          |      |          |                     |
| Genis Grau (Montluçon Triathlon)                     | 3e     |          |      |          |                     |
| Matthew Hauser (Triathlon Club Liévin)               |        | 1er      |      |          |                     |
| Alex Yee (Valence Triathlon)                         |        | 2e       |      |          |                     |
| Dorian Coninx (Poissy Triathlon)                     |        | 3e       |      |          | 1er                 |
| Hayden Wilde (Triathlon Club Liévin)                 |        |          | 1er  |          |                     |
| Maxime Hueber-Moosbrugger (Metz Triathlon)           |        |          | 2e   |          |                     |
| Léo Bergère (Saint Jean-de-Monts Vendée Triathlon)   |        |          | 3e   |          |                     |
| Jelle Geens (Triathlon Club Liévin)                  |        |          |      | 1er      |                     |
| Nathan Grayel (Saint Jean-de-Monts Vendée Triathlon) |        |          |      | 2e       |                     |
| Jacob Birtwhistle (Valence Triathlon)                |        |          |      | 3e       |                     |
| Csongor Lehmann (Valence Triathlon)                  |        |          |      |          | 2e                  |
| Yanis Seguin (Triathlon Club Liévin)                 |        |          |      |          | 3e                  |

| Femmes                                          | Fréjus | Bordeaux | Metz | Quiberon | Saint-Jean-de-Monts |
| ----------------------------------------------- | ------ | -------- | ---- | -------- | ------------------- |
| Sandra Dodet (Poissy Triathlon)                 | 1er    |          |      |          |                     |
| Maria Tomé (Valence Triathlon)                  | 2e     |          |      |          |                     |
| Léa Coninx (Poissy Triathlon)                   | 3e     |          |      |          |                     |
| Valentina Riasova (Les Sables Vendée Triathlon) |        | 1er      |      | 1er      | 2e                  |
| Cathia Schär (Vals du Dauphiné Olympic)         |        | 2e       |      |          |                     |
| Diana Isakova (Les Sables Vendée Triathlon)     |        | 3e       |      | 2e       | 1er                 |
| Emma Lombardi (Vals du Dauphiné Olympic)        |        |          | 1er  |          |                     |
| Jeanne Lehair (Les Sables Vendée Triathlon)     |        |          | 2e   |          | 3e                  |
| Ilona Hadhoum (Poissy Triathlon)                |        |          | 3e   |          |                     |
| Kira Hedgeland (Triathlon Club Liévin)          |        |          |      | 3e       |                     |